# Liste der Naturschutzgebiete in Frankfurt am Main
Im Gebiet der hessischen Stadt Frankfurt am Main gibt es sieben Naturschutzgebiete und drei FFH-Gebiete. Diese liegen größtenteils innerhalb des Landschaftsschutzgebietes Frankfurter Grüngürtel.
| Name                           | Bild | Kennung              | Einzelheiten                                                     | Position | Fläche Hektar | Datum |
| ------------------------------ | ---- | -------------------- | ---------------------------------------------------------------- | -------- | ------------- | ----- |
| Am Berger Hang                 |      | 1412001 WDPA: 81284  | OSM-Link zur Kartendarstellung: „Am Berger Hang“                 | ⊙        | 10,79         | 1954  |
| Enkheimer Ried                 |      | 1412002 WDPA: 81609  | OSM-Link zur Kartendarstellung: „Enkheimer Ried“                 | ⊙        | 28,64         | 1973  |
| Seckbacher Ried                |      | 1412003 WDPA: 82576  | OSM-Link zur Kartendarstellung: „Seckbacher Ried“                | ⊙        | 8,16          | 1937  |
| Riedwiesen bei Niederursel     |      | 1412004 WDPA: 82416  | OSM-Link zur Kartendarstellung: „Riedwiesen bei Niederursel“     | ⊙        | 20,85         | 1983  |
| Schwanheimer Düne              |      | 1412005 WDPA: 165483 | OSM-Link zur Kartendarstellung: „Schwanheimer Düne“              | ⊙        | 34,82         | 1984  |
| Mühlbachtal von Bergen-Enkheim |      | 1412006 WDPA: 164717 | OSM-Link zur Kartendarstellung: „Mühlbachtal von Bergen-Enkheim“ | ⊙        | 3,23          | 1986  |
| Harheimer Ried                 |      | 1412007 WDPA: 349944 | OSM-Link zur Kartendarstellung: „Harheimer Ried“                 | ⊙        | 4,99          | 2007  |
| Legende für Naturschutzgebiet  |      |                      |                                                                  |          |               |       |